# Amărăști
Amărăști è un comune della Romania di 2 010 abitanti, ubicato nel distretto di Vâlcea, nella regione storica dell'Oltenia. 
Il comune è formato dall'unione di 6 villaggi: Amărăști, Mereșești, Nemoiu, Palanga, Padina, Teiu.